# توماس گرین کلمسون
توماس گرین کلمسون (انگلیسی: Thomas Green Clemson; july ۱, ۱۸۰۷ – ۶ آوریل ۱۸۸۸) سیاستمدار، و دیپلمات اهل ایالات متحده آمریکا بود.
توماس گرین کلمسون سیاستمدار و دولتمرد آمریکایی بود و به عنوان سفیر و ناظر کشاورزی ایالات متحده فعالیت می‌کرد. وی در ارتش کنفدراسیون خدمت کرد و دانشگاه کلمسون را در کارولینای جنوبی تأسیس کرد. مورخان، کلمسون را «یک انسان رنسانس قرن نوزدهم» خوانده‌اند.